# Wolfram Sangmeister

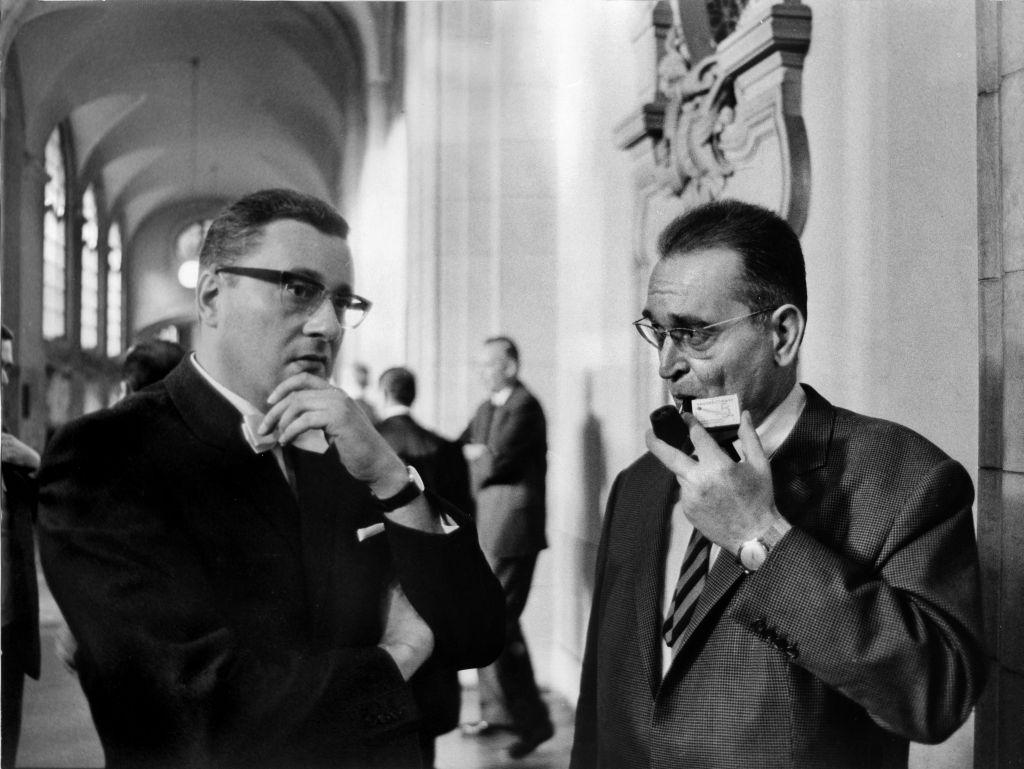
Sangmeister (rechts) 1967 im Gespräch mit dem Berliner Generalstaatsanwalt Diether Dehnicke

Wolfram Sangmeister (* um 1912; † 1978) war ein deutscher Landeskriminaldirektor des LKA Berlin.

## Leben
Sangmeister stammte aus einer bürgerlichen Familie. In Berlin besuchte er das Gymnasium in Steglitz und studierte Jura. 1933 wurde er Mitglied von NSDAP und SA. 1939 machte Sangmeister sein Assessorexamen. Als Bevollmächtigter bei der Deutschen Umsiedlungs-Treuhand war er während des Zweiten Weltkriegs für die Vertreibung der einheimischen Bevölkerung in okkupierten Gebieten verantwortlich.
1949 kehrte er aus sowjetischer Kriegsgefangenschaft heim. Im Dezember 1949 wurde Sangmeister Justitiar in der Verwaltung der Berliner Polizei, im Herbst 1950 dann deren Leiter. 1952 wurde er zum Chef der Berliner Kriminalpolizei ernannt, bis Ende der 60er Jahre blieb er in diesem Amt.